# 5551 Glikson
5551 Glikson eller 1982 BJ är en asteroid i huvudbältet som upptäcktes den 24 januari 1982 av det amerikanska astronom paret Eugene M. och Carolyn S. Shoemaker vid Palomar-observatoriet. Den är uppkallad efter Andrew Y. Glikson.
Asteroiden har en diameter på ungefär 5 kilometer och den tillhör asteroidgruppen Phocaea.